# Wilmar International
Wilmar International Limited (SGX: F34

) er Asiens ledende jordbrugskoncern. Virksomheden fra Singapore er børsnoteret på Singapore Exchange, hvor den er blandt dem med størst markedsværdi. Koncernen fungerer som holdingselskab, der tilbyder administrative services til sine over 400 datterselskaber.
Wilmar International forretningsaktiviteter inkluderer palmeolieplantager, raffinering af spiselige olier, oliefrø-presning, forbrugerpakkede spiselige olier, specielle fedtstoffer, oleokemikalier, biodieselproduktion, forarbejdning og merchandising af frø. Koncernen har over 450 fabriksanlæg og et ekstensivt distributionsnetværk i Kina, Indien, Indonesien og omkring 50 andre lande. Koncernen har over 93.000 medarbejdere og havde i 2011 en omsætning på 44,71 mia. US $.
Wilmars merchandising og forarbejdnings segment består af (1) merchandising af palmeolie og laurin-relaterede produkter; (2) drift af palmeolie forarbejdnings og raffinneringsanlæg; (3) Presning af og øvrig forarbejdning af en række spiselige olier, olieholdige frø, korn og soyabønner. Produkter til forbrugermarkedet tappes på flasker på tapperier i Kina, Vietnam og Indonesien.
I 2012 gav det amerikanske magasin Newsweek Wilmar titlen som verdens mindst miljøvenlige virksomhed. Pga. koncernens manglende miljøvenlighed blev den i 2013 ekskluderet som investeringsobjekt for Norges oliefond.

## Kunder
Unilever er blandt Wilmars væsentligste kunder. Unilevers palmeolie kommer fra produktion på Sumatra (2007). Unilever og Wilmar sidder med ved det runde bord (Roundtable on Sustainable Palm Oil (RSPO)), som bringer detailhandel, producenter og græsrødder sammen om fremstilling af miljøvenlig palmeolie.

## Historie
I 1991 etableres Wilmar som et palmeolie-handelsselskab. I 2003 etableres den første gødningsfabrik. I 2004 åbnes virksomhedens første oleokemikaliefabrik i Shanghai.
I 2010 udvides forretningsområdet til sukker-branchen med opkøbet af Sucrogen Limited og PT Jawamanis Rafinasi.